# جون أرمسترونغ (لاعب كرة قدم)
جون أرمسترونغ (بالإنجليزية: John Armstrong)‏ (25 يونيو 1987 بإدنبرة في المملكة المتحدة - ) هو لاعب كرة قدم بريطاني في مركز الدفاع. لعب مع هارت أوف ميدلوثيان وEdinburgh United F.C. ‏ ونادي كاودينبيث لكرة القدم.

## وصلات خارجية
- جون أرمسترونغ على موقع قاعدة بيانات كرة القدم.إي يو (الإنجليزية)
- جون أرمسترونغ على موقع Soccerbase.com (لاعب) (الإنجليزية)